# Странг, Пекка
Пекка Кристиан Странг (фин. Pekka Kristian Strang; род. 23 июля 1977, Хельсинки, Финляндия) — финский и шведский актёр. Художественный руководитель театра Lilla Teatern в Хельсинки (2005—2014).

## Биография
Пекка Странг родился 23 июля 1977 года в Хельсинки, вырос в городке Ваасе на западном побережье Финляндии. В 1997 году был принят в столичную Театральную академию, которую окончил в 2001 году.
Прорывом в карьере Пекки Странга стал байопик «Том из Финляндии» режиссёра Доме Карукоски, в котором ему досталась главная роль художника Тоуко Лааксонена.
Следующей успешной работой Странга стала главная роль в эротическом комедийном фильме «Собаки не носят штанов», вышедшем в 2019 году на Каннском кинофестивале.
В 2021 на экраны вышел российский фильм «Чемпион мира» Алексея Сидорова, повествующий о шахматном матче за звание чемпиона мира. Странг исполнил роль американского шахматиста Бобби Фишера
В 2023 году актёр появился в нескольких проектах: сыграл одну из главных ролей в сериале «Кодовое имя: Анника», исполнил роль Олафа Гутфритссона (викинга-правителя Дублина) в фильме «Последнее королевство: Семь королей должны умереть», а также снялся в детском фильме «Очень странные каникулы».

## Личная жизнь
Пекка Странг женат на художнице Пие Лепаниеми. У супругов трое детей.

## Фильмография
| Год       |   | Русское название                                   | Оригинальное название                      | Роль                 |
| --------- | - | -------------------------------------------------- | ------------------------------------------ | -------------------- |
| 2004      | ф | Всё по-взрослому                                   | Lapsia ja aikuisia - Kuinka niitä tehdään? | Миро                 |
| 2012      | ф | Голая бухта                                        | Vuosaari                                   | Лаури                |
| 2015      | ф | Арми жива!                                         | Armi elää!                                 | руководитель         |
| 2016      | с | Сорйонен                                           | Sorjonen                                   | Эско Каартинен       |
| 2017      | ф | Том из Финляндии                                   | Tom of Finland                             | Тоуко Лааксонен      |
| 2018      | с | Берлинская резидентура                             | Berlin Station                             | Седрик               |
| 2019      | ф | Собаки не носят штанов                             | Koirat eivät käytä housuja                 | Юха                  |
| 2020—2024 | с | Бэкстрём                                           | Bäckström                                  | шеф полиции Тойвонен |
| 2021      | ф | Чемпион мира                                       | Чемпион мира                               | Роберт «Бобби» Фишер |
| 2022      | ф | Память воды                                        | Veden vartija                              | майор Болин          |
| 2022      | ф | Не стучи                                           | Koputus                                    | Микко                |
| 2023      | ф | Последнее королевство: Семь королей должны умереть | The Last Kingdom: Seven Kings Must Die     | Олаф Гутфритссон     |
| 2023      | ф | Очень странные каникулы                            | Räkä ja Roiskis                            | Мигрень-младший      |
| 2023      | с | Кодовое имя: Анника                                | Codename: Annika                           | Раймо Корпи          |
| 2024      | ф | Летняя книга                                       | The Summer Book                            | господин Маландер    |
| 2024—2025 | с | Вистинг                                            | Wisting                                    | Леннарт Хок          |